# Nemobius
Nemobinus
Genre
Nemobius est un genre d'insectes orthoptères de la famille des Gryllidae et de la sous-famille des Nemobiinae.

## Liste d'espèces
- Nemobius grandis Holdhaus, 1909
- Nemobius interstitialis Barranco, Gilgado & Ortuño, 2013
- Nemobius karnyi Chopard, 1925
- Nemobius piracicabae Piza, 1968
- Nemobius strigipennis Chopard, 1928
- Nemobius sylvestris Bosc, 1792